# Bệnh viện An Bình
Bệnh viện An Bình là bệnh viện đa khoa trực thuộc Sở Y tế Thành phố Hồ Chí Minh, tọa lạc tại địa chỉ số 146 đường An Bình, Phường 7, Quận 5, Thành phố Hồ Chí Minh.
Bệnh viện được thành lập chính thức vào tháng 1 năm 2001.

## Lịch sử
Bệnh viện An Bình được thành lập vào tháng 01/2001 với tên chính thức là Bệnh viện Đa Khoa An Bình. Bệnh viện toạ lạc trên một khu đất rộng 17.361m2.
Khởi thủy của bệnh viện An Bình ngày nay là một ngôi chùa của đồng bào người Hoa, được xây cất từ năm 1892. Tại đây, vào năm 1885 đã có những hoạt động y tế nhân đạo: khám bệnh và điều trị miễn phí dựa trên nền tảng y học cổ truyền.
Do nhu cầu về y tế của nhân dân ngày một tăng nên bệnh viện đã bắt đầu được xây dựng từ năm 1916. Đến năm 1945 bệnh viện đưa vào sử dụng Tây y và lấy tên là Bệnh viện Triều Châu. Sau nhiều lần kiến thiết hiện đại, bệnh viện đã có bộ mặt như ngày nay vào năm 1970.
Năm 1978 bệnh viện được công lập hoá, trở thành bệnh viện An Bình, là bệnh viện đa khoa do Sở Y tế Thành phố Hồ Chí Minh quản lí trực tiếp.
Trải qua quá trình phát triển không ngừng, đặc biệt là gần 20 năm qua, bệnh viện được Thành phố liên tục giao nhiệm vụ thí điểm từ 1972 – 1994 là bệnh viện thí điểm thu phí một phần.
Ngày 19/5/1994 bệnh viện An Bình được vinh dự nhận trách nhiệm do Đảng bộ và chính quyền TP giao: " Chăm lo sức khoẻ cho nhân dân lao động nghèo của TP.HCM". Từ đó bệnh viện mang tên mới là Bệnh viện miễn phí An Bình.
Và đến tháng 01/2001, bệnh viện đã trở lại mang tên là Bệnh viện Đa Khoa An Bình.

## Ban Giám đốc

### Giám đốc Bệnh viện
- BS-CKII Hồ Hải Trường Giang - Bí thư Đảng ủy

### Phó Giám đốc Bệnh viện
- BS-CKII Trần Văn Hải
- BS- CKII Nguyễn Đức Trung
- BS-CKII Vũ Minh Đức - Phó Bí thư Đảng ủy

## Các khoa

### Khoa lâm sàng
- Khoa Cấp cứu
- Khoa Khám bệnh
- Khoa Ngoại[2]
- Khoa Nội tiết - Lão khoa
- Khoa Nội tim mạch
- Khoa Nội hô hấp
- Khoa Nội thần kinh
- Khoa Nội tiêu hóa
- Khoa Nội nhiễm
- Khoa Nhiễm
- Khoa Nhi
- Khoa Mắt
- Khoa Hồi sức tích cực - Chống độc - Thận nhân tạo
- Khoa Phẫu thuật gây mê hồi sức
- Khoa Phẫu thuật tạo hình thẩm mỹ - Bỏng - Chấn thương chỉnh hình
- Khoa Răng hàm mặt
- Khoa Sản
- Khoa Tai mũi họng
- Khoa Y học cổ truyền - Vật lý trị liệu

### Khoa cận lâm sàng
- Khoa Chẩn đoán hình ảnh
- Khoa Xét nghiệm
- Khoa Dinh dưỡng
- Khoa Kiểm sát nhiễm khuẩn
- Khoa Dược